# Guinsiliban
Guinsiliban is een gemeente in de Filipijnse provincie Camiguin. Bij de laatste census in 2007 had de gemeente bijna 6 duizend inwoners.

## Geografie

### Bestuurlijke indeling
Catarman is politiek onderverdeeld in de volgende 7 barangays:
| - Butay - Cabuan - Cantaan - Liong - Maac - North Poblacion - South Poblacion |

## Demografie
Guinsiliban had bij de census van 2007 een inwoneraantal van 5.559 mensen. Dit zijn 467 mensen (9,2%) meer dan bij de vorige census van 2000. De gemiddelde jaarlijkse groei komt daarmee uit op 1,22%, hetgeen lager is dan het landelijk jaarlijks gemiddelde over deze periode (2,04%). Vergeleken met de census van 1995 is het aantal mensen met 640 (13,0%) toegenomen.

De bevolkingsdichtheid van Guinsiliban was ten tijde van de laatste census, met 5.559 inwoners op 18,52 km², 300,2 mensen per km².